# Kanade Kanon
Kanade Kanon (奏音 かのん 9 tháng 5 năm 2000 –) là một nữ diễn viên khiêu dâm người Nhật Bản. Cô sinh ra tại tỉnh Fukuoka. Cô hiện thuộc về công ti NAX sau khi làm việc cho C-more ENTERTAINMENT và T-Powers trước đây.

## Sự nghiệp
Tháng 7/2019, cô ra mắt ngành phim khiêu dâm. Trong cùng tháng, các phim của cô đã được phát hành bởi 3 nhà sản xuất và đã trở nên nổi tiếng.
Tháng 12/2020, cô xếp thứ 7 trong bảng "FLASH 2020 BEST100 diễn viên đang hoạt động gợi cảm nhất" được bầu chọn bởi độc giả của FLASH.
Tháng 1/2021, cô đã chuyển công ti chủ quản từ C-more ENTERTAINMENT sang T-Powers. Tháng 8 cùng năm, cô xếp thứ 40 trong "Bảng xếp hạng FLASH 2021 diễn viên nữ gợi cảm chọn bởi 300 độc giả".
Từ 6/9/2022, các phim của cô sẽ do Wanz Factory phát hành độc quyền, tuy nhiên trong một thời gian, các phim được quay bởi các nhà sản xuất khác cũng sẽ được phát hành.
28/10/2022, cô đã chuyển công ti chủ quản sang NAX Promotion.
29/4/2023, cô đã thông báo trên Twitter rằng cô sẽ trở lại hoạt động kể từ hôm đó sau 1 năm tạm dừng hoạt động. Từ tháng 11 cùng năm, cô trở thành nữ diễn viên độc quyền cho Muku.
3/7/2023, phim tổng hợp của cô "【Túi may mắn】S-Cute chỉ có những cô gái xinh đẹp 15 phim không cắt 38 tiếng bản ghi!"(【福袋】S-Cute 可愛い子だけ15作品をノーカット収録38時間!) phát hành tháng 12/2022 đã xếp thứ nhất trên bảng xếp hạng sàn video FANZA hàng tuần. Phim cũng đã xếp thứ 3 trên bảng xếp hạng sàn video FANZA hàng tuần ngày 7/8.

## Đời tư
Lần đầu cô quan hệ tình dục là khi cô đã trở thành sinh viên đại học, tuy nhiên thực ra lúc đó cô vẫn học trung học. Ngoài ra, cô không quan hệ tình dục với người cô thích (cô chưa có bạn trai khi học trung học), và đến thời điểm đó cô đã chỉ quan hệ với người quen và bạn bè.
Cô trở thành nữ diễn viên khiêu dâm do cô đã nghĩ rằng sẽ rất vui khi được đóng phim khiêu dâm và đã trở nên hứng thú với điều này.
Nhà văn phim khiêu dâm Higashikaze Katsuki đã miêu tả cô là "Át chủ bài thế hệ tiếp theo người có thể thể hiện khả năng đẩy người của mình".
Khi trải nghiệm các tình huống sau khi ra mắt ngành, cô cũng bắt đầu quan tâm đến những phản ứng tiêu cực. Ngoài ra, cô cũng có hứng thú với shiofuki (ra nước sau xuất tinh) ở nam và hành hạ núm vú.